# امادگوئنتلا
امادگوئنتلا (به انگلیسی: Amadaguntla) یک منطقهٔ مسکونی در هند است که در آندرا پرادش واقع شده‌است.